# Brahim Tsaki
Brahim Tsaki, né le 27 décembre 1946 à Sidi Bel Abbès en Algérie et mort le 5 septembre 2021 à Paris,, est un scénariste et réalisateur algérien,.

## Biographie
Né en Algérie, Brahim Tsaki fait ses études à l’école d’art dramatique de Bordj El Kiffan près d'Alger puis à l’Institut des arts de diffusion (IAD) de Louvain la Neuve en Belgique d'où il sort diplômé en réalisation en 1972.

## Filmographie
- 1980 : La Boite dans le désert (court métrage)
- 1981 : Les Enfants du vent
- 1983 : Histoire d'une rencontre
- 1990 : Les Enfants des néons
- 2006 : Ayrouwen, l'ivresse d'un voyage à l'intérieur de l'amour

## Récompenses
- 1985 : Etalon de Yennenga du FESPACO pour Histoire d'une rencontre reçu des mains de Thomas Sankara[7].